# Заря (Глушковский район)
Заря — хутор в Глушковском районе Курской области. Входит в состав Попово-Лежачанского сельсовета.

## География
Хутор находится на реке Волфа (левый приток Ведьмы в бассейне Сейма), в 1 км от российско-украинской границы, в 134 км к юго-западу от Курска, в 18 км к юго-западу от районного центра — посёлка городского типа Глушково, в 6 км от центра сельсовета — села Попово-Лежачи.
Климат
Заря, как и весь район, расположена в поясе умеренно континентального климата с тёплым летом и относительно тёплой зимой (Dfb в классификации Кёппена).
Часовой пояс
Хутор Заря, как и вся Курская область, находится в часовой зоне МСК (московское время). Смещение применяемого времени относительно UTC составляет +3:00.

## Население
| 2002 | 2010 |
| ---- | ---- |
| 17   | ↘3   |

## Инфраструктура
Личное подсобное хозяйство. В хуторе 10 домов.

## Транспорт
Заря находится в 3,5 км от автодороги регионального значения 38К-040 (Хомутовка — Рыльск — Глушково — Тёткино — граница с Украиной), в 10 км от ближайшей ж/д станции Тёткино (линии Хутор-Михайловский — Ворожба, Ворожба — Волфино).
В 170 км от аэропорта имени В. Г. Шухова (недалеко от Белгорода).